# Rhipidia (Rhipidia) preapicalis
Rhipidia (Rhipidia) preapicalis is een tweevleugelige uit de familie steltmuggen (Limoniidae). De soort komt voor in het Afrotropisch gebied.